# Zarzur
Zarzur (tiếng Ả Rập: زرزور, cũng đánh vần Zerzur, Zarzour hoặc Zurzur) là một thị trấn ở miền bắc Syria, một phần hành chính của Tỉnh Idlib, nằm ở phía tây bắc Idlib dọc theo biên giới Syria của Thổ Nhĩ Kỳ ở bờ tây sông Orontes. Các địa phương lân cận bao gồm trung tâm nahiyah ("phân khu") Darkush ở phía bắc, al-Ghafar ở phía đông, Kafr Dibbin ở phía đông nam, trung tâm huyện Jisr al-Shughur ở phía nam và al-Janudiyah ở phía tây nam. Theo Cục Thống kê Trung ương Syria, Zarzur có dân số 3.126 người trong cuộc điều tra dân số năm 2004.
Zarzur đã được xác định là thị trấn Zuzzura (được gọi là Zunzurha bởi người Hittites) của vương quốc Alalakh. Nó được đề cập là Tundura trong danh sách các khu định cư của Thutmose III.
Đầu những năm 1960, nó được mô tả là một ngôi làng nhỏ gồm 375 cư dân. Mặc dù hầu hết cư dân là người Hồi giáo Sunni, việc chuyển đổi sang Hồi giáo Shia bắt đầu vào năm 1945 do kết quả của các hoạt động truyền giáo của Muhammad Naji al-Ghafri. Công việc của Naji được Đại sứ quán Iran tại thủ đô Damascus hỗ trợ và bao gồm tài trợ cho việc xây dựng một hussainia, một hội trường để tưởng niệm Shia. Toàn bộ gia tộc Tarmash, al-Manjad và Asayyad trở thành người Hồi giáo Shia. Hiện tại, khoảng 25% dân số Zarzur theo Hồi giáo Shia.
Trong cuộc nội chiến ở Syria đang diễn ra, vào ngày 14 tháng 12 năm 2012, một nhà thờ Hồi giáo Shia (hussainia) đã được các phiến quân đối lập từ một đơn vị Hồi giáo thuộc Quân đội Syria Tự do. Khi khẩu hiệu giáo phái thúc đẩy xung đột dân sự đã được viết trên tường của tòa nhà. Tổ chức Theo dõi Nhân quyền đã lên án việc nhắm mục tiêu của hussainia bởi các lực lượng phiến quân, cũng như việc chính phủ sử dụng tòa nhà cho mục đích quân sự. Sau sự dằn vặt của hussainia, người dân địa phương tuyên bố cư dân Shia của Zarzur đã trốn khỏi làng vì sợ các cuộc tấn công trả đũa vào cộng đồng là kết quả của sự ủng hộ của họ đối với chính phủ.